# Sophie Ferracci
Sophie Ferracci (°1976) is een Franse advocate.

## Levensloop
Sophie Gagnant is de echtgenote van Marc Ferracci. Ze is master in fiscaal recht en studeerde af van de Haute École du Commerce (HEC) in Parijs. Beroepshalve is ze advocate. Samen met haar man behoort ze tot een kleine vriendengroep rond Emmanuel Macron. De mannen waren getuige bij elkaars huwelijk. 
Na stages bij Linklaters en Viguié Schmidt en na zich te hebben gespecialiseerd in fusies en acquisities alsook in beursrecht, werkte ze van 2008 tot 2012 voor Dassault Systèmes. In 2013-2015 was ze geassocieerd advocate in de associatie Fidal (Nantes).
In januari 2016 werd ze kabinetschef voor Emmanuel Macron op het ministerie voor Economische Zaken. Samen met hem nam ze ontslag in augustus van hetzelfde jaar en werd zijn kabinetschef binnen de beweging En Marche !
Na de presidentsverkiezingen werd ze op 19 mei 2017 kabinetschef bij Agnès Buzyn, minister voor solidariteit en gezondheid.